# یواس‌اس کوک (اف‌اف-۱۰۸۳)
یواس‌اس کوک (اف‌اف-۱۰۸۳) (به انگلیسی: USS Cook (FF-1083)) یک کشتی است که طول آن ۴۳۸ فوت (۱۳۴ متر) می‌باشد. این کشتی در سال ۱۹۷۱ ساخته شد.